# Jens Fiedler
Pour les articles homonymes, voir Fiedler.
Jens Fiedler, né le 15 février 1970 à Dohna en Saxe, est un cycliste sur piste allemand, détenteur d'un palmarès important dans les disciplines de la vitesse, de la vitesse par équipes et du keirin. Triple champion olympique en 1992, 1996 et 2004, il est l'un des derniers représentants de l'école est-allemande qui domina la piste jusqu'à l'effondrement de la RDA.

## Palmarès

### Jeux olympiques
- Barcelone 1992
  -  Champion olympique de vitesse individuelle
- Atlanta 1996
  -  Champion olympique de vitesse individuelle
- Sydney 2000
  -  Médaillé de bronze de la vitesse individuelle
  -  Médaillé de bronze du keirin
  - 7e de la vitesse par équipes
- Athènes 2004
  -  Champion olympique de vitesse par équipes (avec Stefan Nimke et René Wolff)
  - 8e du keirin

### Championnats du monde
- Bogota 1995
  -  Champion du monde de vitesse par équipes (avec Michael Hübner et Jan van Eijden)
- Manchester 1996
  -  Médaillé d'argent de la vitesse par équipes
- Perth 1997
  -  Médaillé d'argent de la vitesse individuelle
- Bordeaux 1998
  -  Champion du monde de keirin
  -  Médaillé d'argent de la vitesse individuelle
- Berlin 1999
  -  Champion du monde de keirin
  -  Médaillé d'argent de la vitesse individuelle
- Manchester 2000
  -  Médaillé d'argent du keirin
- Anvers 2001
  -  Médaillé de bronze du keirin
- Ballerup 2002
  -  Médaillé de bronze de la vitesse par équipes
- Stuttgart 2003
  -  Champion du monde de vitesse par équipes (avec Carsten Bergemann et René Wolff)

### Championnats du monde amateurs
- Maebaschi 1990
  -  Médaillé de bronze de la vitesse individuelle
- Stuttgart 1991
  -  Champion du monde de vitesse individuelle amateurs

### Championnats du monde juniors
- 1988
  -  Champion du monde de vitesse individuelle juniors

### Coupe du monde
- 1998
  - 1er du keirin à Cali
  - 1er du keirin à Berlin
  - 1er de la vitesse par équipes à Victoria (avec Stefan Nimke et Jan van Eijden)
  - 1er de la vitesse par équipes à Berlin (avec Sören Lausberg et Eyk Pokorny)
  - 2e de la vitesse par équipes à Cali
  - 3e de la vitesse individuelle à Victoria
- 2003
  - 1er du keirin à Sydney
  - 3e de la vitesse par équipes à Sydney
- 2004
  - 1er du keirin à Moscou
  - 1er de la vitesse individuelle à Moscou
  - 1er de la vitesse par équipes à Moscou

### Championnats d'Europe
- 1997
  -  Médaillé d'argent de l'omnium sprint

### Championnats d'Allemagne
- Champion d'Allemagne de vitesse individuelle (9) : 1991, 1992, 1993, 1994, 1995, 1996, 1998, 1999 et 2002
- Champion d'Allemagne de vitesse par équipes (5) : 1999 (avec Jan van Eijden et Eyk Pokorny), 2000 (avec Carsten Bergemann et Jan van Eijden), 2001 (avec Sören Lausberg et Eyk Pokorny), 2002 et 2004 (avec Carsten Bergemann et Stefan Nimke)
- Champion d'Allemagne de keirin (2) : 2000 et 2002

### Grand Prix
- 1990
  - 3e du Grand Prix de Paris
- 1994
  - Grand Prix de Copenhague